# Lindsey Morgan
Lindsey Morgan (født 27. februar 1990) er en amerikansk skuespiller. Hun er bedst kendt for rollen som Raven Reyes i The CW serien The 100.